# Sierra de Corbera

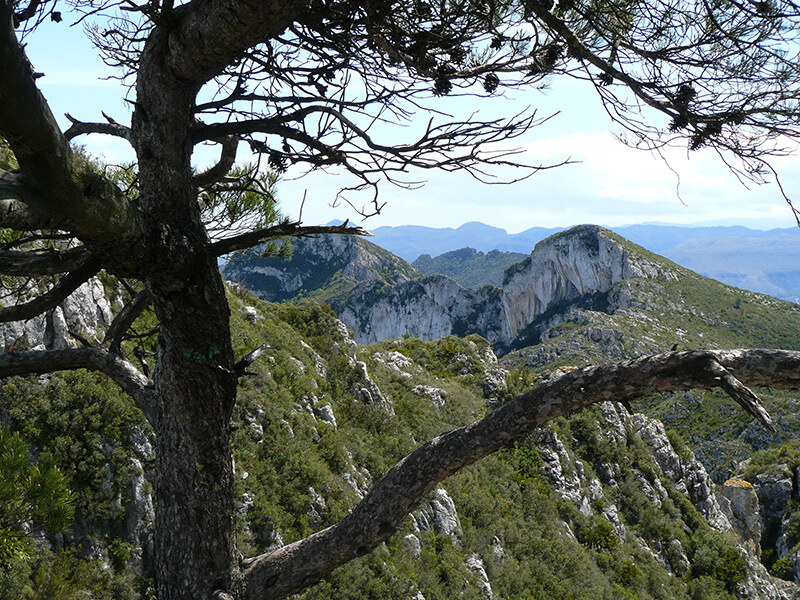
Sierra de Corbera

La sierra de Corbera es una alineación montañosa de cumbres agudas y esquinadas, emplazada en el sureste de la provincia de Valencia (España), en torno a la ribera del Júcar, comprendiendo una extensión de unos 20 kilómetros, entre los municipios de Alcira a Tabernes de Valldigna. La sierra pertenece al núcleo meridional del sistema Ibérico, en el arco mediterráneo, donde sólo las raíces de la sierra toman contacto con parte del Portichol de Valldigna, en las estribaciones de la sierra del Toro. Su pico más alto está situado en el término municipal de Corbera a 584 m.
Circundando la montaña en su falda, están los pueblos de Alcira, Corbera, Llaurí y Favareta, emplazados sobre la primera terraza aluvial del Júcar, y los de Tabernes de Valldigna y La Barraca de Aguas Vivas en los valles de Valldigna.

## Orografía
Pertenece al núcleo meridional del sistema Ibérico-levantino, núcleo formado por una serie de montañas de orientación noroeste-sureste, entre las que figuran Caroche, sierra del Ave, Montot, sierras de Enguera, Corbera, Agulles y Mondúber, con las que interfieren los plegamientos subbéticos que vienen alineados desde Andalucía, en dirección Nordeste, casi normal a las anteriores, para hundirse en el Mediterráneo. El límite y separación de ambos sistemas orográficos se ubica hacia el Vall de Montesa (vía natural de comunicación entre la plana valenciana y la meseta), aunque ambos sistemas toman contacto en un conglomerado de sierras de diferente orientación, de las que seguramente el eslabón principal es la sierra de les Agulles, considerada como la prolongación oriental de la serra Grossa, elemento prebético, que desviándose en dirección casi norte llega hasta las mismas bases del Monduber.
Arranca la sierra desde un cerrito inmediato a Alzira llamado «Montañeta del Salvador», toma dirección este, encumbrándose en seguida; antes de torcer hacia el sureste, frente al «Pía de Corbera», muestra una gran sima ocasionada por el desgajamiento de toda aquella ladera del monte, ocurrida en 1783, a consecuencia de filtraciones de lluvia en alguna capa o estrato de calizas permeables. Sigue a continuación el monte de les Coves, que es cortado por el paso llamado Collao de le Fontanelles, por donde va la senda que comunica Corbera con el convento de la Murta; inmediatamente se eleva hasta culminar en el Cavall Bernat (peñón que se yergue como un gran falo al lado de la cumbre de la sierra). Continúa seguidamente en una línea de crestas muy agudas con laderas cortadas a pico hacia el Norte que forman el Tallat Blanc, la Regala, les Orelles d'Ase, "el Matxo Flac" y, al llegar frente a Favara, se ensancha en un amplio macizo de cumbres achatadas llamado «La Mola», donde está la cota que señala su mayor altura (626 m.); desde aquí desciende bruscamente, para hundirse en una faja de sedimentos cuaternarios que la separan del mar.
De «La Mola» de Favara, hacia poniente, arranca casi paralelo al eje principal de la sierra, un largo ramal, de cumbres muy cortadas llamado Les Agulles, que separa el valle d'Aigües Vives del de la Casella; mientras que del valle Tallat Blanc arranca otro ramal en la misma dirección, que separa este valle del de La Murta; ambos comunican por el paso Pas dels pobres (senda que comunicaba antiguamente el Monasterio de los Jerónimos de la Murta con el de los Agustinos d'Aguies Vives).
En la vertiente septentrional también arrancan dos pequeñas colinas que, a modo de espolones, forman los amplios barrancos del Claveli y les Coves; sobre uno de ellos, en la parte terminal, asienta el Castillo de Corbera, de cimientos romanos, y sobre el otro, encima del manantial de las aguas potables, quedan restos de una muralla ibérica que señalan el primitivo emplazamiento de la prehistórica Corbera.

## Arqueología
Fue esta sierra asiento de una antiquísima civilización; todas las cuevas de los alrededores de Corbera, como la «deis gats» y la de les «rates pennaes», exploradas por don Juan Castro, maestro nacional, ofrecen hallazgos prehistóricos, como puntas de flecha de sílice, collares, punzones de hueso, restos de cerámica, etc.